# Diocesi di Are di Numidia
La diocesi di Are di Numidia (in latino: Dioecesis Arensis in Numidia) è una sede soppressa e sede titolare della Chiesa cattolica.

## Storia
Are di Numidia, nell'odierna Algeria, è un'antica sede episcopale della provincia romana di Numidia.
Incerta è l'attribuzione dei vescovi a questa antica diocesi africana. Mesnage assegna ad Are di Numidia Augendo, vescovo donatista della setta dei massimianisti, che prese parte al concilio di Cabarsussi, celebrato il 24 giugno 393, e che dette mandato al vescovo Annibonio di Rabauta di firmare gli atti al suo posto. Morcelli, Toulotte e Mandouze invece attribuiscono il vescovo Augendo alla sede di Are di Bizacena (o di Proconsolare).
Alla conferenza di Cartagine del 411 due vescovi donatisti, Secondo e Donato, firmarono gli atti come vescovi Arensis. È però impossibile stabilire a quale delle sedi omonime, Are di Mauritania, Are di Numidia o Are di Bizacena, appartengano questi due prelati.
Dal 1933 Are di Numidia è annoverata tra le sedi vescovili titolari della Chiesa cattolica; dal 30 luglio 1999 l'arcivescovo, titolo personale, titolare è Paul Dahdah, O.C.D., già vicario apostolico di Beirut.

## Cronotassi

### Vescovi residenti
- Augendo ? † (menzionato nel 393) (vescovo donatista)
- Secondo o Donato ? † (menzionato nel 411) (vescovi donatisti)

### Vescovi titolari
- José Gabriel Diaz Cueva † (13 gennaio 1964 - 26 giugno 1968 nominato vescovo di Azogues)
- Endre Hamvas † (10 gennaio 1969 - 3 aprile 1970 deceduto)
- José Gea Escolano † (25 marzo 1971 - 10 settembre 1976 nominato vescovo di Ibiza)
- Martino Giusti † (24 maggio 1984 - 1º dicembre 1987 deceduto)
- John Gabriel † (30 gennaio 1988 - 7 dicembre 1989 nominato vescovo coadiutore di Bassein)
- Thomas Dabre (2 aprile 1990 - 22 maggio 1998 nominato vescovo di Vasai)
- Paul Dahdah, O.C.D., dal 30 luglio 1999